# (8993) Ingstad
(8993) Ingstad (1980 UL) – planetoida z pasa głównego asteroid okrążająca Słońce w ciągu 3,68 lat w średniej odległości 2,38 au. Odkryta 30 października 1980 roku.